# Cheumatopsyche musiana
Cheumatopsyche musiana är en nattsländeart som först beskrevs av Georg Ulmer 1951.  Cheumatopsyche musiana ingår i släktet Cheumatopsyche och familjen ryssjenattsländor. Inga underarter finns listade i Catalogue of Life.